# کلودیا کان
کلودیا کان (انگلیسی: Claudia Kanne) یک هنرپیشه هلندی است.
در سیزده سالگی اولین بازی خود را در فیلم جوانان ماشین باور نکردنی ساخته رولف ون اییک انجام داد، جایی که او نقش اصلی را در نقش کیکی ایفا کرد. در عشق قدیم توسط نیکول ون کیلسدونک از سال ۲۰۱۷، او شخصیت میرت را به تصویر کشید. 